# Земо-Нагвазаво
Земо-Нагвазаво (груз. ზემო ნაგვაზავო) — село в Грузии, на территории Мартвильского муниципалитета края (мхаре) Самегрело-Верхняя Сванетия.

## География
Село находится в западной части Грузии, на правом берегу реки Цхенисцкали, на расстоянии приблизительно 6 километров к югу от города Мартвили, административного центра муниципалитета. Абсолютная высота — 142 метра над уровнем моря.

## Население
По результатам официальной переписи населения 2014 года в Земо-Нагвазаво проживало 767 человек (374 мужчины и 393 женщины). В национальной структуре населения грузины составляли 99,7 %.
| Год  | Население, человек |
| ---- | ------------------ |
| 2002 | 837                |
| 2014 | ↘ 767              |